# 1712 pr. n. št.

## Smrti
- Samsu-iluna, sedmi kralj babilonske Amoritske dinastije (* 1792 pr. n. št.)